# Garde nationale croate
La garde nationale croate (en croate : Zbor narodne garde, ZNG) est une force armée formée en Croatie en avril et mai 1991 durant la guerre de Croatie. Pour des raisons légales, cette force a été établie sous la gouverne du ministère de l'Intérieur, mais, dans les faits, elle était sous le commandement direct du ministère de la Défense. Sa tâche était de protéger le territoire et les frontières de la Croatie ainsi que des tâches policières. Ella a été créée avec le transfert des unités de police spéciales en créant quatre brigades entièrement professionnelles en mai 1991. La force a été présentée au public lors d'une parade à Zagreb le 28 mai.
Après la bataille des casernes, la ZNG a connu une expansion significative grâce aux armes capturées de l'Armée populaire yougoslave. À la fin d'octobre 1991, 60 nouvelles brigades et bataillons indépendants avaient été créés. Le 3 novembre 1991, la ZNG est devenue l'Armée croate (Hrvatska vojska).